# Carlos Buenaventura de Longueval

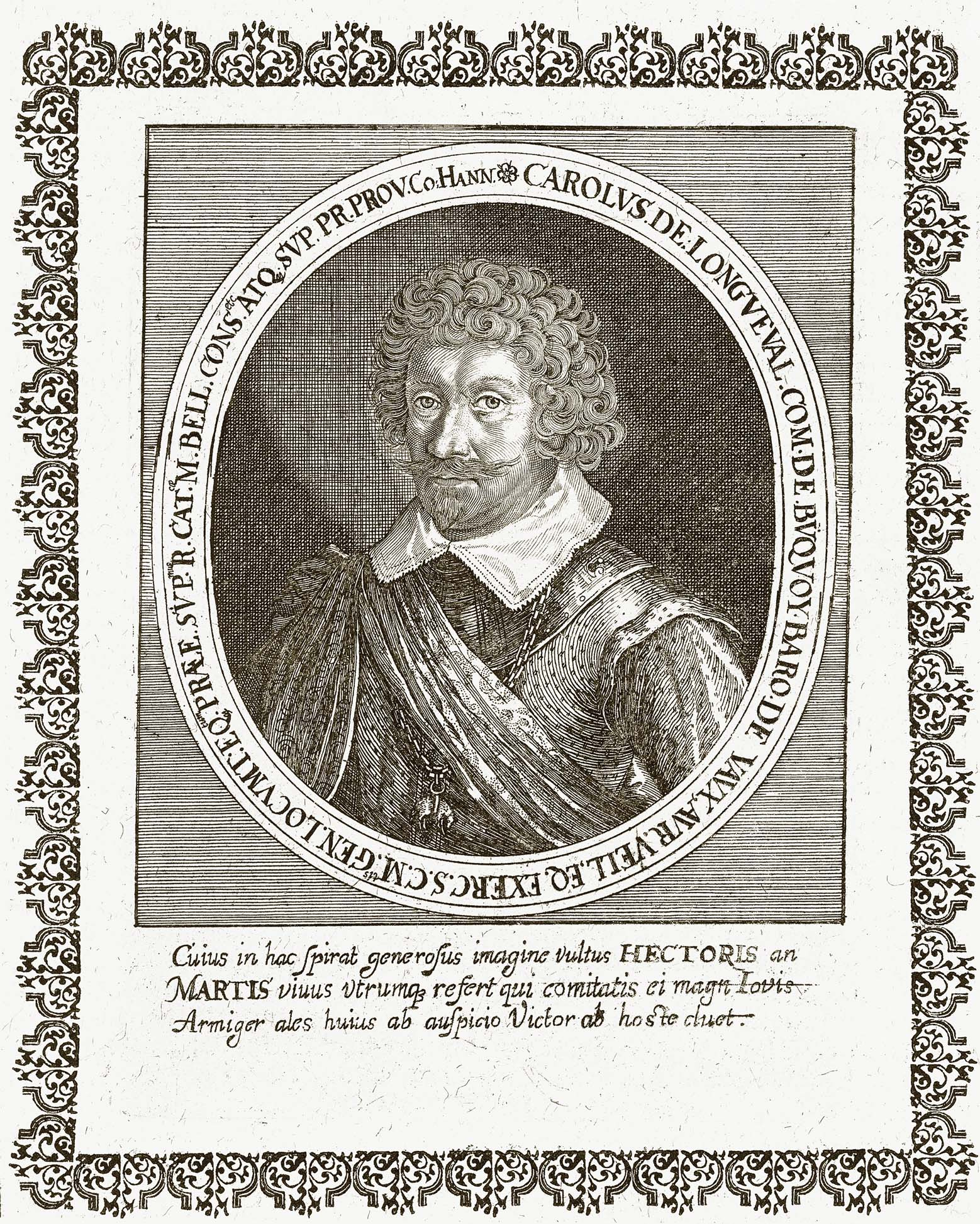
Karel Bonaventura Buquoy

Carlos Buenaventura de Longueval, conde de Bucquoy (nombre completo en francés Charles Bonaventure de Longueval comte de Bucquoy, en alemán: Karl Bonaventura Graf von Buquoy, en checo Karel Bonaventura Buquoy; Arras, 9 de enero de 1571-Nové Zámky, 10 de julio de 1621) fue uno de los comandantes de las tropas del Sacro Imperio Romano Germánico durante la Guerra de los Treinta Años.

## Biografía
Nació alrededor del 9 de enero de 1571 en Arras, hijo de Maximiliano de Longueval, Barón de Vaux y, desde 1580, Conde de Buquoy, su madre era Margueritha de Lille. Se casó en 1606 con María Magdalena de Biglia, en Milán,  († 1654 en Gratzen en Bohemia del Sur). Sus antepasados son originarios de la región francesa de Picardía. Su padre falleció sirviendo bajo Alejandro Farnesio ante Tournai.
A principios del siglo XVII, Charles Bonaventura von Buquoy combatió junto al ejército Español en Flandes en su lucha contra Franceses y Holandeses, donde obtuvo sus primeras menciones. Capturado y posteriormente liberado ante Emmerich, demostró su destreza militar nuevamente en el asedio de Ostende, en la batalla de Nieuwpoort y en el asedio de Bolduque (1601). Nombrado Mariscal de campo imperial en 1602, se convirtió en gobernador de Henao en 1606 y llegó a la corte francesa en 1610 como embajador.
En los años siguientes ascendió rápidamente en la jerarquía militar. Siendo 1618 nombrado  comandante en jefe de las tropas del Emperador Matías, con el título de mariscal de campo.

### Guerra de los treinta años
En la lucha contra los nobles rebeldes y la Unión Protestante en Bohemia del Sur, construyó su campamento militar en Dráchov. El 10 de junio de 1619, Bucquoy tendió una emboscada al ejército mercenario de Mansfeld. En la batalla que siguió en Sablat en junio de 1619 en Vodňany, Mansfeld sufrió una fuerte derrota y Bucquoy pudo tomar con la ayuda de su subordinado Wallenstein la ciudad de Budweis. En la continuación de los combates en Netolice Buquoy conquistó varias ciudades y castillos bohemios. Incluso el castillo protestante perteneciente a Neidegg Albrechtsberg en los Grandes Krems fue devastado.
Tras la noticia de la invasión de Hungría por parte de Gábor Bethlen en septiembre de 1619, Bucquoy empujó a 16 000 hombres al Danubio y desafió con éxito al enemigo que cruzaba el río. Posteriormente, las tropas de Bucquoy impidieron el asedio por Bethlen Gábor de Viena. En Eggenburg, Bucquoy atacó a un ejército bohemio.
Después de la retirada de la Bohemia protestante y los húngaros del Principado de Transilvania, hizo campaña con un ejército de 20 000 hombres, defendiendo a Austria. El 8 de septiembre de 1620, su cuerpo unió fuerzas en Krems con el ejército de la Liga bajo Tilly.
Esta fuerza superior derrotó al ejército protestante el 8 de noviembre de 1620 en la batalla de la Montaña Blanca. Entonces Buquoy conquistó el castillo de Karlstein para Fernando II y obligó a  Moravia a rendir homenaje al emperador.
En febrero de 1621, Buquoy marchó nuevamente contra Gábor Bethlen. Tomando Bratislava y comenzó en junio de 1621 el asedio de Neuhäusel (ahora Nove Zamky en Eslovaquia). Allí murió el 10 de julio de 1621 y fue enterrado el 28 de agosto en la iglesia de Rosenberg. El mando supremo de sus tropas pasó a Rudolf von Tiefenbach.

## Arte de la Guerra de Carlos de Longueval
Charles de Buquoy nunca se había aventurado a una batalla cuando el resultado parecía incierto y es considerado un campeón de la guerra defensiva (estrategia de agotamiento).

## Familia
Estuvo casado con Magdalena de Biglia de Milán. Ella era la hija de Balthasar Biglia (Bia) Conde de Sarona y Justine Visconti Condesa de Carbonaro. La pareja tuvo un hijo:
- Charles Albert de Longueval, Conde de Buquoy, Barón de Vaux, grande de España, caballero de la Orden del Vellocino de Oro, Real Gobernador Español del Condado de Henao, * 1607, † lunes 23 de marzo de 1663; estuvo casado con Marie-Guillemette de Croy, condesa de Solre, y dejó ocho hijos, de los cuales:
  - Landelin cayó como coronel imperial en 1691 en la batalla de Szlankamen contra los turcos.
  - Karl Philipp Prince de Longueval (criado por el Rey de España en 1688 al rango de príncipe) barón de Vaux, de Rosenberg y Gratzen en Bohemia del Sur, * 1636, † 1 de diciembre de 1690 en Viena, casado en 1670 con Maria Margarethe de Hornes, de Mons, segunda esposa de Marie de Beausignies. Tuvo desde su primer matrimonio dos hijas y dos hijos que murieron sin descendencia. Concluyó con sus sobrinos, los hijos de Albert Karl Earl de Buquoy, un contrato de herencia con el nombramiento de la sucesión de Majorats en Fideikommiss, Gratzen y Rosenberg.
  - Albert Karl, Corte Imperial y Consejo de Guerra, que propagó la línea masculina.

- Datos: Q695234
- Multimedia: Karel Bonaventura Buquoy / Q695234